# 세네감비아 환상열석

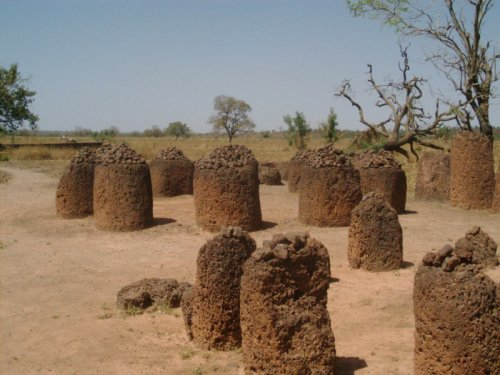
세네감비아 환상열석

세네감비아 환상열석은 세네갈, 감비아 양국 간 세네감비아 지역에서 볼 수 있는 환상열석이다.

## 같이 보기
- 세네갈의 역사
- 감비아의 역사